# Провальо-д’Изео
Провальо-д’Изео (итал. Provaglio d'Iseo) — коммуна в Италии, располагается в провинции Брешиа области Ломбардия.
Население составляет 6659 человек (2008), плотность населения составляет 366 чел./км². Занимает площадь 16 км². Почтовый индекс — 25050. Телефонный код — 030.
Покровителями коммуны почитаются апостолы Пётр и Павел, празднование 29 июня.

## Демография
Динамика населения:

## Администрация коммуны
- Официальный сайт: https://web.archive.org/web/20060510002259/http://www.comune.provagliodiseo.bs.it/contenitori/entry.htm